# C’lela jezik
C’lela jezik (ISO 639-3: dri) nigersko-kongoanski jezik uže skupine kainji, kojim govori 90 000 (1993 SIL) ljudi u nigerijskim državama Kebbi i Niger. Postoji više dijalekata: cala-cala, chilala, chilela, dakakari, dakarkari, dakkarkari, kolela, lalawa, lela. Leksički mu je najbliži hun-saare [dud], 55%.
Etnička grupa zove se Lela (njihovo ime za sebe), dok ih Hause nazivaju Dakarkari. Zajedno s jezicima gwamhi-wuri [bga], hun-saare [dud] i ut-Ma’in [gel] podklasificirani su podskupini duka.
U upotrebi je i hausa [hau].

## Vanjske poveznice
- Ethnologue (14th)
- Ethnologue (15th)